# Route départementale 2 (Ardennes)
Pour les articles homonymes, voir Route départementale 2.
La route départementale 2, abrégée en D2, est une route départementale des Ardennes qui relie Tournes à Sévigny-Waleppe, en passant par Thin-le-Moutier, Signy-l'Abbaye et Chaumont-Porcien. 
La D2 se termine dans la commune de Sévigny-Waleppe à la frontière avec le département de l'Aisne, au-delà de laquelle elle est prolongée par la D120 qui rejoint la D966.

## Tracé
- Tournes
- Ham-les-Moines
- Giraumont, commune de Saint-Marcel
- Saint-Marcel
- Clavy-Warby
- Warby, commune de Clavy-Warby
- Thin-le-Moutier
- Signy-l'Abbaye
- Lalobbe
- Draize
- Givron
- Chaumont-Porcien
- Logny-lès-Chaumont, commune de Chaumont-Porcien
- Seraincourt, tronc commun avec la D946 dans la commune
- Bray, commune de Hannogne-Saint-Rémy
- Hannogne-Saint-Rémy
- Sévigny-Waleppe
- frontière avec le département de l'Aisne